# Котлинский, Владимир Карпович
Владимир Карпович Котлинский (10 (22) июля 1894 года — 24 июля (6 августа) 1915 года) — подпоручик Русской императорской армии, герой Первой мировой войны. 24 июля (6 августа) 1915 года возглавил «Атаку мертвецов», в ходе которой был смертельно ранен. Посмертно представлен к ордену Святого Георгия 4-й степени. К столетию этого события 6 августа 2015 года во Пскове открыт «Памятник землякам-солдатам Первой мировой войны», где в собирательном образе воина «отражены и черты уроженца Пскова Владимира Котлинского».

## Детство и юность
Владимир Карпович Котлинский родился 10 (22) июля 1894 года в деревне Кириллова Мыза Лисинской волости Островского уезда Псковской губернии. Отец из крестьян деревни Веркалы Игуменского уезда Минской губернии, ныне территория Шацкого сельсовета в Белоруссии. Имя матери в доступных источниках прямо не указано. Высказано предположение, что это телеграфистка станции Псков-1 Наталья Петровна Котлинская. Также предполагается, что в семье был как минимум ещё один ребёнок, младший брат Владимира, Евгений (1898—1968).
В 1905 году Владимир поступил в Псковское реальное училище. В архивах сохранился его табель успеваемости за 3-й класс, из которого видно, что в этом возрасте им показан интерес к естествоведению и черчению при порой удручающих результатах по русскому и иностранным (немецкий и французский) языкам.

Памятник солдату-псковичу на Георгиевской улице
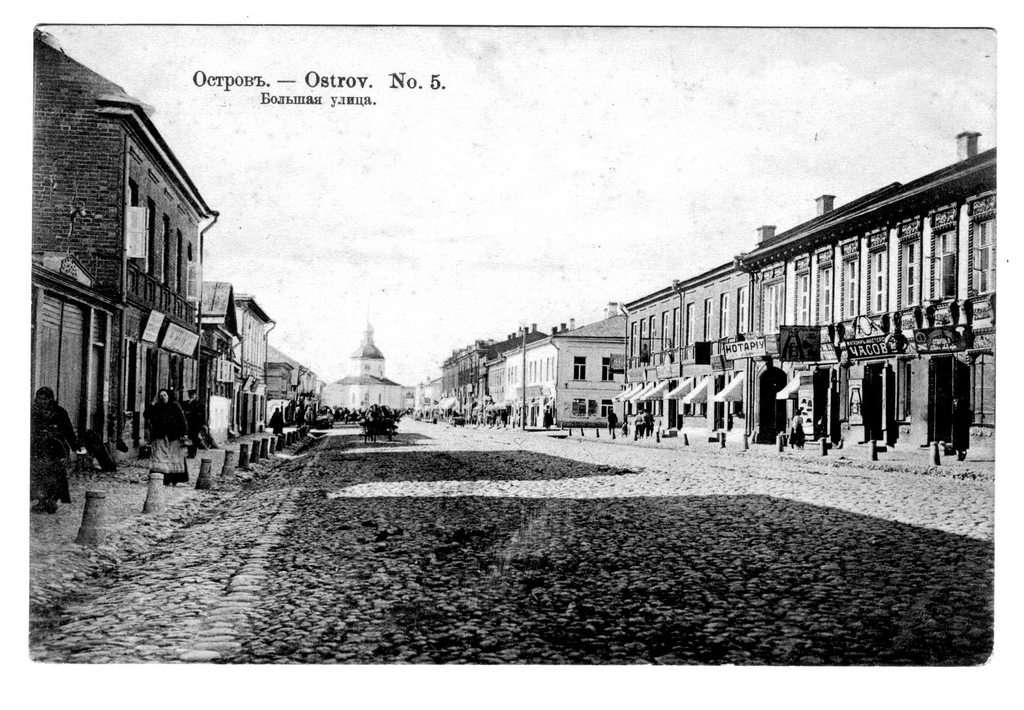
Остров, ул. Большая, начало XX века
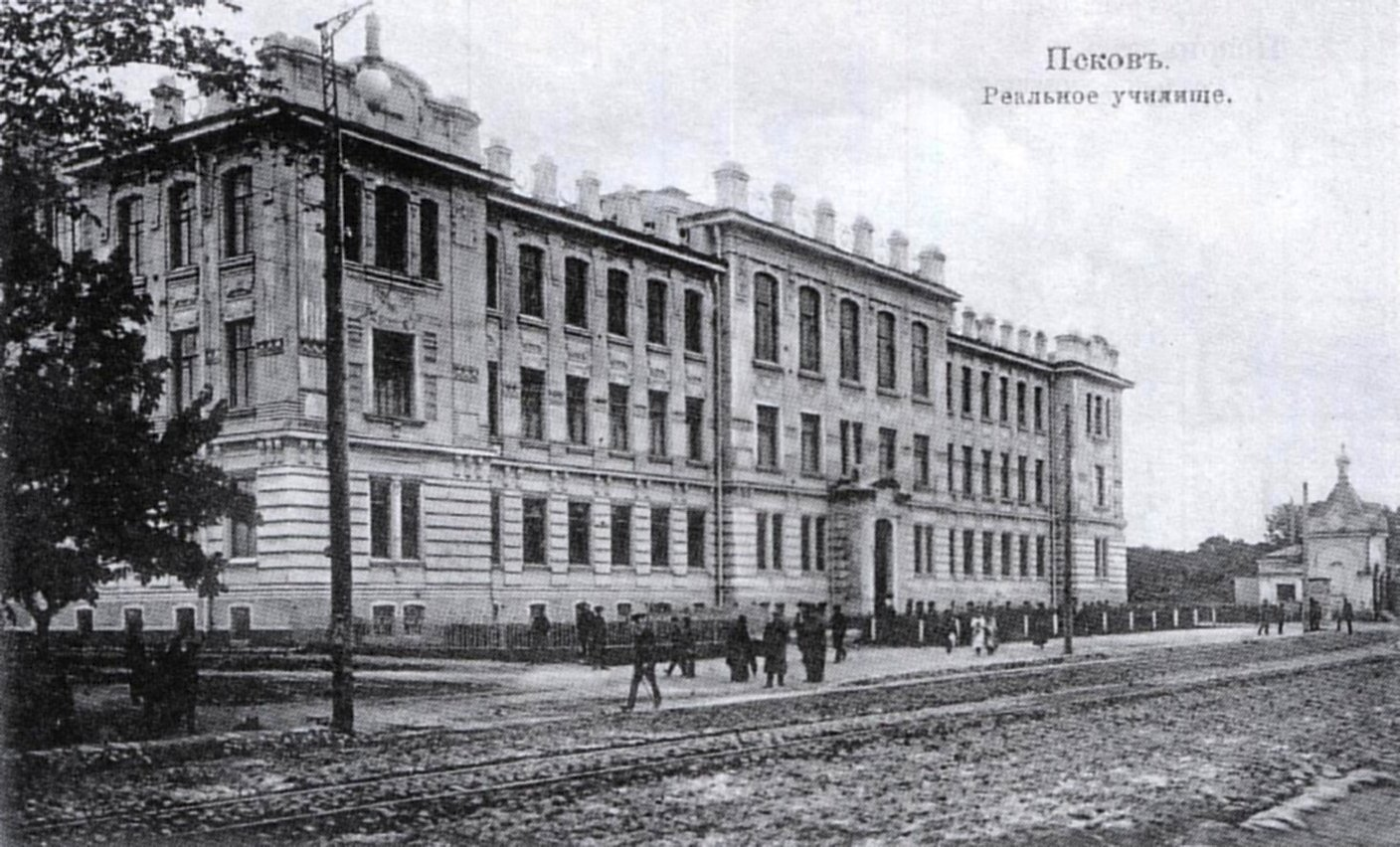
Псковское реальное училище, ул. Сергиевская, начало XX века
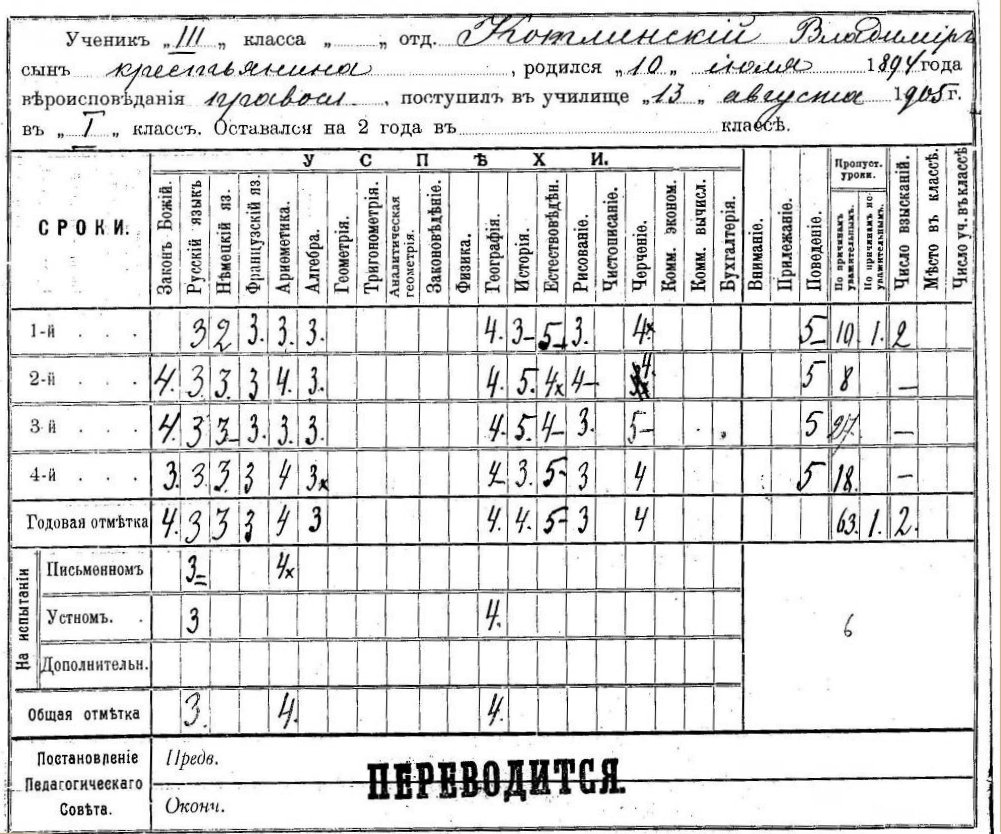
Табель успеваемости Владимира Котлинского за 3-й класс, 1908 год.

## Военная карьера
После окончания реального училища в 1913 году Владимир Котлинский выдержал экзамены в Военно-топографическое училище в Петербурге. Летом 1914 после первого курса юнкера́ проходили стандартную геодезическую практику под Режицей в Витебской губернии.
19 июля (1 августа) 1914 года, день объявления войны Германией России, считается первым днём Первой мировой войны. Через месяц в училище состоялся досрочный выпуск юнкеров с распределением по частям. Владимиру Котлинскому был присвоен чин подпоручика Корпуса военных топографов с прикомандированием к 226-му пехотному Землянскому полку, который позднее вошёл в состав гарнизона крепости Осовец.
24 июля 1915 года руководил контратакой 13-й роты 226-го Землянского полка при отражении немецкой газовой атаки (Атака мертвецов), получив при этом смертельное ранение. 26 сентября 1916 года за храбрость посмертно был награждён Орденом Святого Георгия 4-й степени: 
За то, что состоя в прикомандировании к 226-му Землянскому пехотному полку, 24-го июля 1915 года в бою у крепости Осовец, когда немцы силою около 5-ти полков, пользуясь ядовитыми удушливыми газами, заняли оставленную нами часть передовых позиций, сознавая опасность создавшегося положения, воодушивив нижних чинов своей роты, быстро ринулся с ней вперёд, штыковым ударом выбил немцев из занятых ими окопов и, при поддержке частных поддержек, постепенно выбивая противника из окопов, восстановил первоначальное положение. В конце этой атаки подпоручик Котлинский был смертельно ранен
О деталях службы Котлинского до его подвига известно немного. В статье «Подвиг псковича», напечатанной в 1915 году уже после его смерти, в том числе говорится:

К Н-скому полку в начале войны был прикомандирован только что окончивший военно-топографическое училище юноша подпоручик Котлинский. Этот человек, кажется, совершенно не знал, что такое чувство страха или даже чувство самосохранения. Уже в прошлой работе полка он много принес пользы, командуя одной из рот.
Подтверждением хвалебной характеристики может служить перечисление прижизненных наград в «Герои и жертвы Отечественной войны 1914—1915 и 1916 гг.», приложении к журналу «Огонёк». В одном из списков Котлинский по ошибке указан прапорщиком, однако списку наград можно доверять:
- Ордена Святой Анны 3-й и 4-й степени
- Орден Святого Станислава 3-й степени с мечами и бантом

## Память
30 марта 2019 года на сессии Псковского городского совета было решено присвоить имя Владимира Котлинского одной из улиц.